# Konståret 2012

## Händelser

### Mars
- 31 mars – Den första retrospektiva separatutställningen av den tjeckiske surrealisten Jindřich Heislers bildkonst äger rum på Art Institute of Chicago, där 70 arbeten visas. Utställningen pågår till 1 juli.
- Mars – Palm Springs Art Museum inviger ett satellitmuseum i Palm Desert[1]

### Maj
- 1 maj – En av fyra versioner av "Skriet" av Edvard Munch säljs ut på Sotheby's i New York for 119,9 miljoner amerikanska dollar, dyraste summan någonsin för ett konstverk.[2]
- 29 maj – Tate Britain meddelar att han donerat nio konstverk, daterade mellan 1960- och 90-talen, från Mercedes och Ian Stoutzkers privata samlingar.[3]

### Juni
- 2 juni – Konsthallen Artipelag invigs.[4]

### Juli
- 18 juli – På Tate Modern i London, öppnas "The Tanks", efter renoveringar av Herzog & de Meuron[5]
- 27 juli
  - 08:12 – Martin Creeds Work No 1197: Alla klockor i Storbritannien ringer så snabbt och högt som möjligt i tre minuter, i samband med invigningen av olympiska sommarspelen 2012[6]
  - 21:00 – Framförande av Isles of Wonder, Invigningsceremonin vid olympiska sommarspelen 2012 i London, regisserad av Danny Boyle, börjar[7]

### Augusti
- 12 augusti – Damien Hirsts representation av den brittiska unionsflaggan vid Avslutningsceremonin vid olympiska sommarspelen 2012 in London.[8] Es Devlin står för design[9] och kreativ regissör samt koreograf är Kim Gavin[10][11][12]

### Okänt datum
- Per Ganneviks stiftelse för kulturella ändamål inrättas.

## Utställningar
- 9 juni till 16 september - dOCUMENTA (13):den trettonde documenta-utställningen i Kassel
- 26 april till 1 juli - sjunde Berlinbiennalen

## Avlidna
- 31 januari
  - Mike Kelley, 57, amerikansk konstnär.
  - Dorothea Tanning, 101, amerikansk konstnär.[13]
- 6 februari – Antoni Tàpies, 88, spansk konstnär och skulptör.
- 13 mars – Kjell-Henry Dahlberg, 63, svensk konstnär och mediapersonlighet.[14][15]
- 16 mars – Lars Gillis, 82, svensk muralkonstnär.
- 6 april – Thomas Kinkade, 54, amerikansk konstnär.
- 10 april – Afewerk Tekle, 79, etiopisk konstnär.
- 13 april – Erland Cullberg, 81, svensk konstnär.[16]
- 27 april – David Weiss, 65, schweizisk konstnär.
- 4 maj – Angelica Garnett, 93, brittisk författare och konstnär.
- 6 augusti – Robert Hughes, 74, australisk-amerikansk konstkritiker och författare.
- 25 november – Stina Håfström (född 1915), 97, svensk konstnär.
- 8 december – Jöran Nyberg (född 1937), svensk konstnär.
- okänt datum – Uno Svensson, (född 1929), svensk målare och grafiker.
- okänt datum – Marguerite Walfridson, (född 1929), finlandssvensk författare, konstnär och designer.

### Fotnoter
1. ↑  Klein, Lee (2012). ”The State of Sculpture at Palm Springs Art Museum”. NY Arts. Arkiverad från originalet den 10 september 2012. https://archive.is/20120910205406/http://www.nyartsmagazine.com/reviewed/the-state-of-sculpture-at-palm-springs-art-museum/. Läst 27 juli 2012.
2. ↑  Vogel, Carol (2 maj 2012). ”‘The Scream' Sells for Nearly $120 Million at Sotheby's Auction”. The New York Times. http://www.nytimes.com/2012/05/03/arts/design/the-scream-sells-for-nearly-120-million-at-sothebys-auction.html.
3. ↑  ”Tate galleries given modern art collection”. BBC News. 29 maj 2012. http://www.bbc.co.uk/news/entertainment-arts-18247221. Läst 29 maj 2012.
4. ↑  Alderbrant, Mats (3 oktober 2017). ”Björn Jakobson om Artipelags tillkomst”. Artipelag. https://artipelag.se/nyheter/bjorn-jakobson-om-artipelags-tillkomst/. Läst 26 april 2023.
5. ↑  Dorment, Richard (16 juli 2012). ”Tate Tanks, Tate Modern, review”. The Daily Telegraph (London). http://www.telegraph.co.uk/culture/art/art-reviews/9404082/Tate-Tanks-Tate-Modern-review.html. Läst 17 juli 2012.
6. ↑  ”Mass bell-ringing heralds Olympics opening”. BBC News. 27 juli 2012. http://www.bbc.co.uk/news/entertainment-arts-19001529. Läst 27 juli 2012.
7. ↑  ”Isles of Wonder”. Official site of the London 2012 Olympic and Paralympic Games. 27 juli 2012. http://olympicopeningceremony.tumblr.com/tagged/stage1. Läst 29 juli 2012.
8. ↑  Williams, Richard (13 augusti 2012). ”A raucous but poignant pageant of popular culture closes the Games”. The Guardian (London):  ss. 2-3. http://www.guardian.co.uk/sport/2012/aug/13/olympic-games-closing-ceremony-culture?newsfeed=true. Läst 13 augusti 2012.
9. ↑  Bowie-Sell, Daisy (18 februari 2011). ”Es Devlin: profile of Cultural Olympiad Designer”. The Daily Telegraph. http://www.telegraph.co.uk/culture/cultural-olympiad/8333002/Es-Devlin-profile-of-Cultural-Olympiad-Designer.html. Läst 13 augusti 2012.
10. ↑  ”Profile: Kim Gavin, director of Olympic closing ceremony”. BBC News. 10 augusti 2012. http://www.bbc.co.uk/news/entertainment-arts-19094398. Läst 11 augusti 2012.
11. ↑  ”Kim Gavin: profile of Cultural Olympiad ceremony director”. The Daily Telegraph. 18 februari 2011. http://www.telegraph.co.uk/culture/cultural-olympiad/8332914/Kim-Gavin-profile-of-Cultural-Olympiad-ceremony-director.html. Läst 11 augusti 2012.
12. ↑  ”Home”. Kimgavin.com. http://kimgavin.com/. Läst 29 juni 2012.
13. ↑  http://www.galleristny.com/2012/02/dorothea-tanning-surrealist-painter-and-poet-dies-at-101/
14. ↑  Aftonbladet Kjell-Henry Dahlberg är död
15. ↑  SvenskaGravar
16. ↑  Konstnären Erland Cullberg död Dagens Nyheter 18 april 2012.